# 634 Ute
634 Ute è un asteroide della fascia principale del diametro medio di circa 69,44 km. Scoperto nel 1907, presenta un'orbita caratterizzata da un semiasse maggiore pari a 3,0417231 UA e da un'eccentricità di 0,1882331, inclinata di 12,29275° rispetto all'eclittica.
Il suo nome è in onore ad un amico dello scopritore.